# Порту-Лусена
Порту-Лусена (порт. Porto Lucena) — муниципалитет в Бразилии, входит в штат Риу-Гранди-ду-Сул. Составная часть мезорегиона Северо-запад штата Риу-Гранди-ду-Сул. Входит в экономико-статистический микрорегион Санта-Роза. Население составляет 5875 человек на 2006 год. Занимает площадь 250,078 км². Плотность населения — 23,5 чел./км².

## История
Город основан 6 августа 1955 года.

## Статистика
- Валовой внутренний продукт на 2003 составляет 43.609.859,00 реалов (данные: Бразильский институт географии и статистики).
- Валовой внутренний продукт на душу населения на 2003 составляет 7.131,62 реалов (данные: Бразильский институт географии и статистики).
- Индекс развития человеческого потенциала на 2000 составляет 0,747 (данные: Программа развития ООН).

## География
Климат местности: субтропический гумидный.